# FC Vitosha Bistritsa

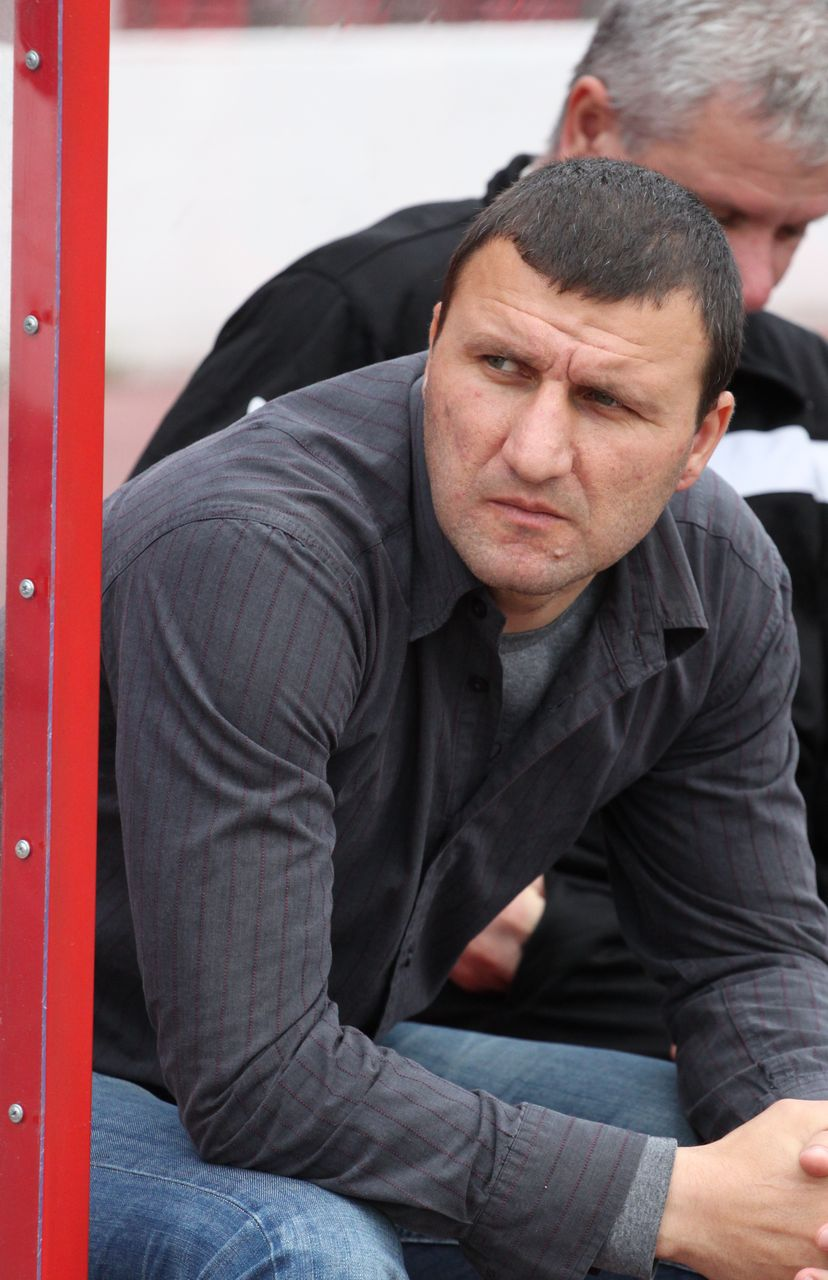
Kostadin Angelov fue entrenador del club entre 2015 y 2018.

El FC Vitosha Bistritsa (en búlgaro: ФК Витоша Бистрица) es un equipo de fútbol de Bulgaria que juega en la B PFG, segunda división de fútbol en el país.

## Historia
Fue fundado en el año 1958 en la ciudad de Bistritsa en la provincia de Sofía y el nombre Vitosha viene de la región montañosa en la que está ubicada la ciudad.
El club jugaba en las divisiones regionales de Bulgaria hasta el año 2007 cuando consiguió el ascenso a la tercera división, periodo en el que el mejor resultado del club había sido una aparición en la copa de Bulgaria en la temporada 1972/73 en la que fue eliminado en la fase preliminar por el PFC Pirin Blagoevgrad con marcador global de 0-3.
En 2012 gana la copa aficionada de Bulgaria por primera vez en su historia,  y en la temporada siguiente consigue el ascenso a la B PFG por primera vez en su historia.
En la temporada 2013/14 avanza a la ronda de 1/16 de la Copa de Bulgaria, con lo que ha sido la mejor participación del club en el torneo. El 2 de junio de 2017 el club vence en una fase del playoff al PFC Neftochimic Burgas y consigue el ascenso a la A PFG por primera vez en su historia.

## Palmarés
- Copa Aficionada de Bulgaria: 1

2012

## Jugadores

### Jugadores destacados
- Boyko Borisov[3][4][5]